# Warnstedt (Thale)

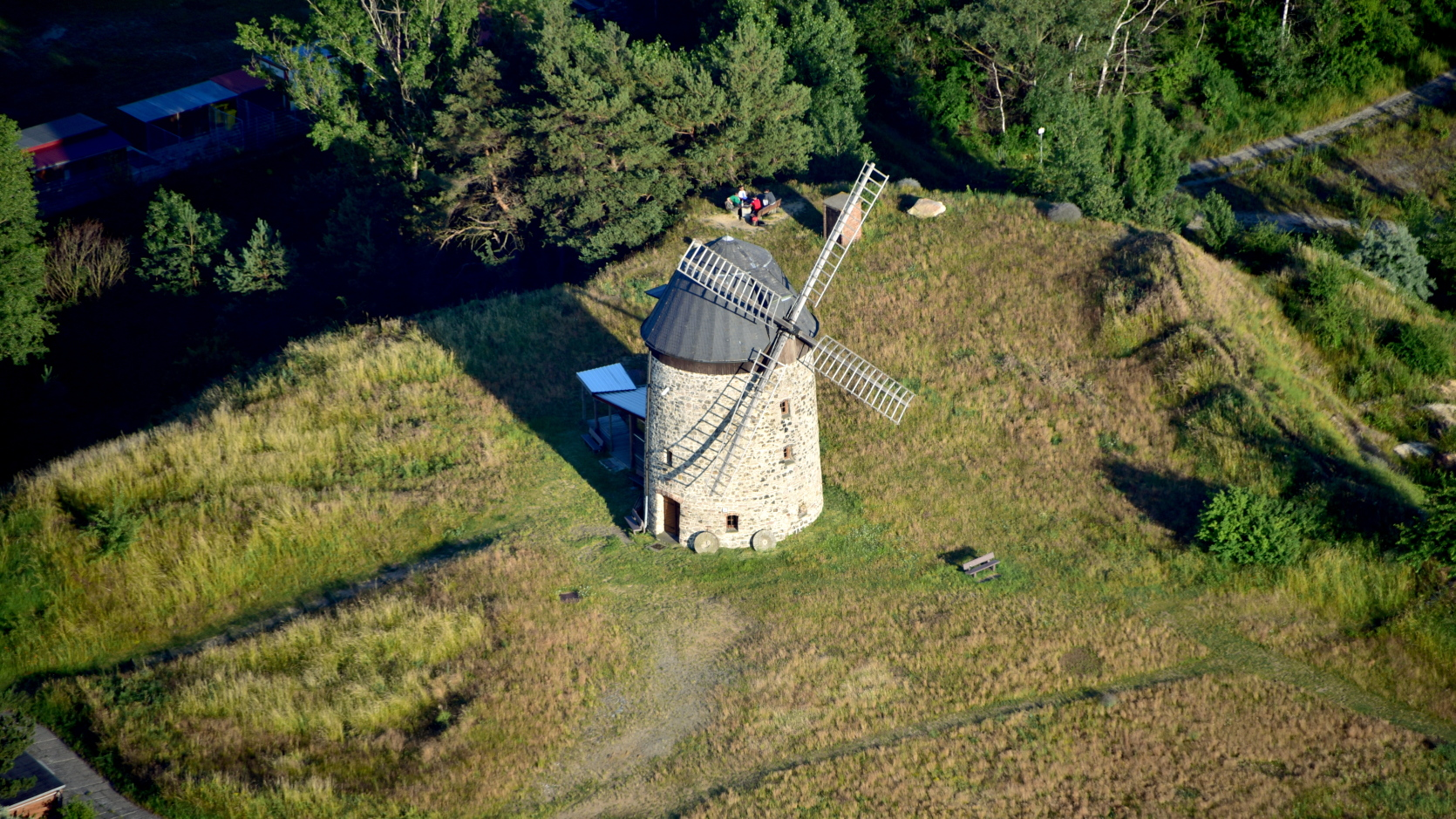
Teufelsmühle, Luftaufnahme (2021)

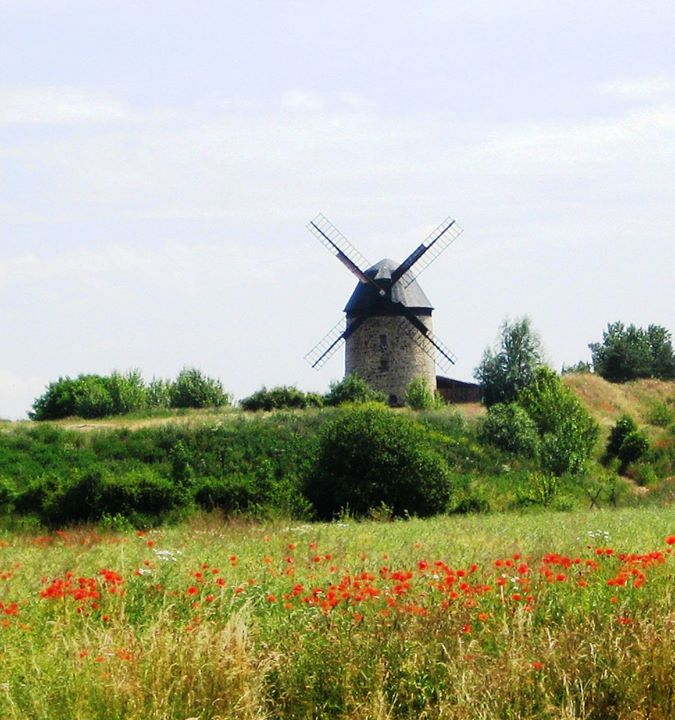
Mühle in Warnstedt

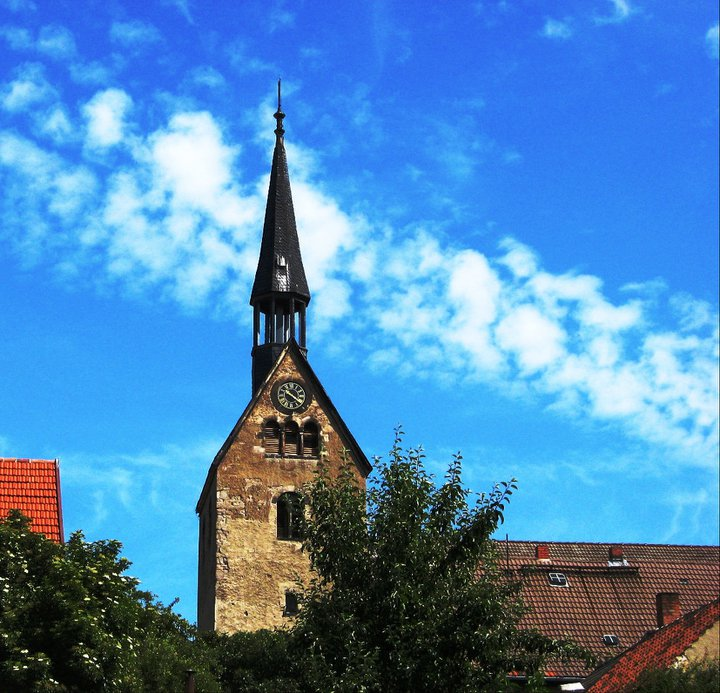
Kirche St. Georg in Warnstedt

Warnstedt ist ein Ortsteil der Stadt Thale im Landkreis Harz in Sachsen-Anhalt. Das Dorf hat 626 Einwohner und liegt am Nordostrand des Harzes.

## Geschichte
Warnstedt kann auf eine sehr wechselhafte und ereignisreiche Geschichte zurückblicken. Siedlungsfunde auf dem im Ort liegenden „Dingeberg“ und der näheren Umgebung belegen, dass bereits in frühgeschichtlicher Zeit Menschen hier ansässig waren. Auf das hohe Alter des Ortes weist auch der Name hin. Was der Name bedeutet, ist jedoch bisher noch nicht eindeutig feststellbar. Wahrscheinlich geht der Ortsname auf die Warnen, einen germanischen Stamm, zurück, der im vierten und fünften Jahrhundert in das Gebiet zwischen Elbe und Saale und nördliches Harzvorland vordrang. Für Warnstedt ist ein wichtiges Sachzeugnis aus der Zeit des Dreißigjährigen Krieges erhalten geblieben. Es ist ein Deckelhumpen mit Helmzier und Wappenschild, der von dem Timmenröder Bürger Gabriel Weske aus einem nicht überlieferten Anlass gestiftet worden ist. Im Wappenschild ist das Stiftungsdatum, der 27. Mai 1645 genannt, und eine Umschrift, die auf den Fuchs Bezug nimmt, sichtbar. Heute ist dieser Humpen der Wanderpokal für den besten Schützen, der jährlich seinen Besitzer wechselt. Dem Fuchs muss noch ein wenig Aufmerksamkeit gewidmet werden. Warnstedt, eine kleine Gemeinde, hatte nicht das Recht, ein eigenes Wappen zu führen. Trotzdem taucht der Fuchs immer wieder auf. Er findet in den 1920er Jahren seine Verwendung in einem überlieferten Stempel der Gemeindekasse Warnstedt.
Am 19. April 1945, in den letzten Tagen der Kämpfe zwischen amerikanischen und deutschen Truppen im Harz, kam es in Warnstedt zu einer heftigen Explosion, als ein mit Sprengstoff beladener LKW von einem amerikanischen Panzer beschossen wurde. Mindestens 21 Menschen haben dabei ihr Leben verloren und „fast das ganze Dorf“ soll zerstört worden sein.
Seit dem 21. Dezember 2003 ist Warnstedt ein Ortsteil der Stadt Thale.

## Persönlichkeiten
- Kurt Zwies (1909–nach 1950), Politiker (LDP)